# 10e régiment de cuirassiers (France)

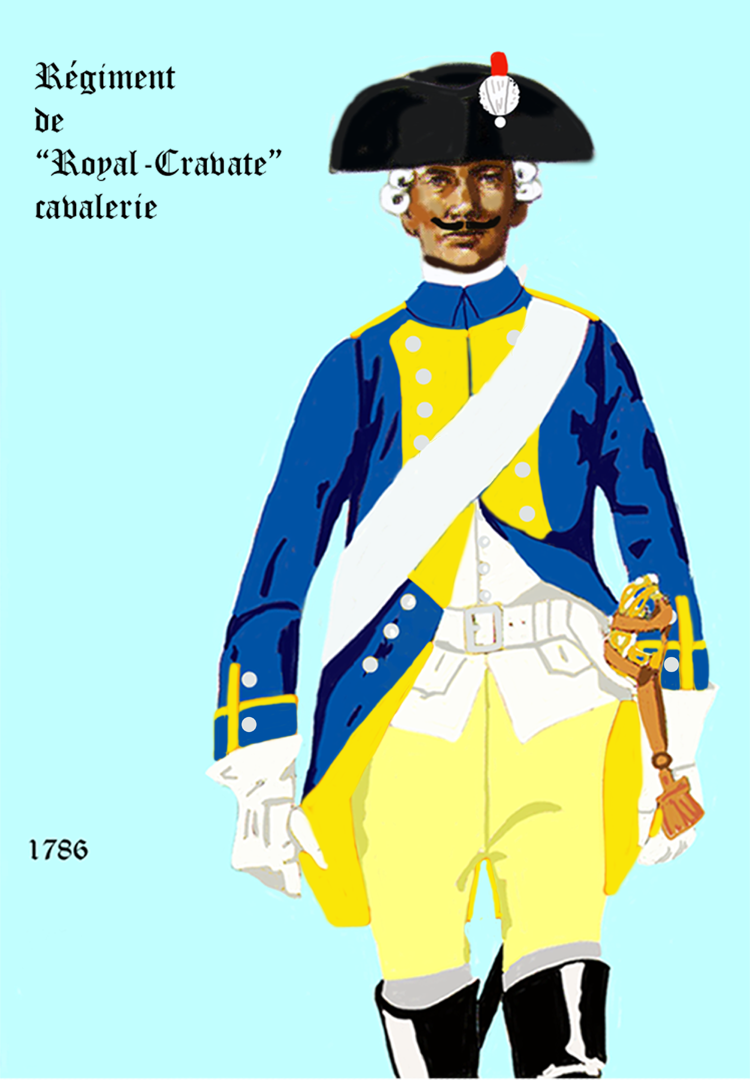
l'uniforme du régiment de 1791 à 1792

Le 10e régiment de cuirassiers (ou 10e RC) est un régiment de cavalerie de l'Armée de terre française créé sous la Révolution à partir du régiment Royal-Cravates cavalerie, un régiment de cavalerie français d'Ancien Régime, sous le nom de 10e régiment de cavalerie avant de prendre sous le Premier Empire sa dénomination actuelle.

## Création et différentes dénominations
- 1643 : création d’un régiment de Croates par le comte Jean de Balthazard au service de l'armée royale[1], qui prendra le nom de Royal-Cravates.
- 1791 : renommé 10e régiment de cavalerie.
- 1803 : renommé 10e régiment de cuirassiers.
- 1815 : dissous.
- 1825 : recréation sous le nom de 10e régiment de cuirassiers.
- 1919 : dissous.
- 1940 : recréation sous le nom de 10e régiment de cuirassiers comme régiment de découverte d’une division légère mécanique
- 1940 : dissous.
- 1971 : recréé comme régiment de réserve.

## Chefs de corps
- 10 octobre 1755-3 janvier 1770 : comte de Tessé
- 1791 : colonel Charles Joseph de Pully (**)
- 1792 : colonel Marc-Pierre de la Turmeliere
- 1793 : chef de brigade de Grave, (?)
- 1794 : chef de brigade Christophe Ossvald (*)
- 1795 : chef de brigade Gaspard Dubouchat
- 1797 : chef de brigade Pierre François Lataye (*)
- 1806 : colonel Samuel Lhéritier de Chézelles (**)
- 1809 : colonel Louis Bernard Francq
- 1812 : colonel Pierre-Adriende Lahuberdière
- 1825 : colonel Louis Auguste de Bourbel de Montpinçon
- 1831-1834 : colonel Alexandre Bache
- 1834-1843 : colonel de Waldner de Freunstein
- 1843-1851 : colonel Gado
- 1851-1857 : colonel Rigaud de Rochefort
- 1857-1866 : colonel René Augustin Galland de Longuerue
- 1866-1868 : colonel Dupressoir
- 1868-1875 : colonel Yungker
- 1875-1879 : colonel MacDermott
- 1879-1885 : colonel Ducheyron
- 1885-1892 : colonel Chauveau de Bourdon
- 1892-1894 : colonel Canonge
- 1894-1900 : colonel Geay de Montenon
- 1900-1901 : colonel de Fry
- 1901-1910 : colonel Caillard d'Aillières
- 1910-1914 : colonel Bartoli

## Historique des campagnes, bataille et garnisons du10eRC

### Guerres de la Révolution et de l'Empire

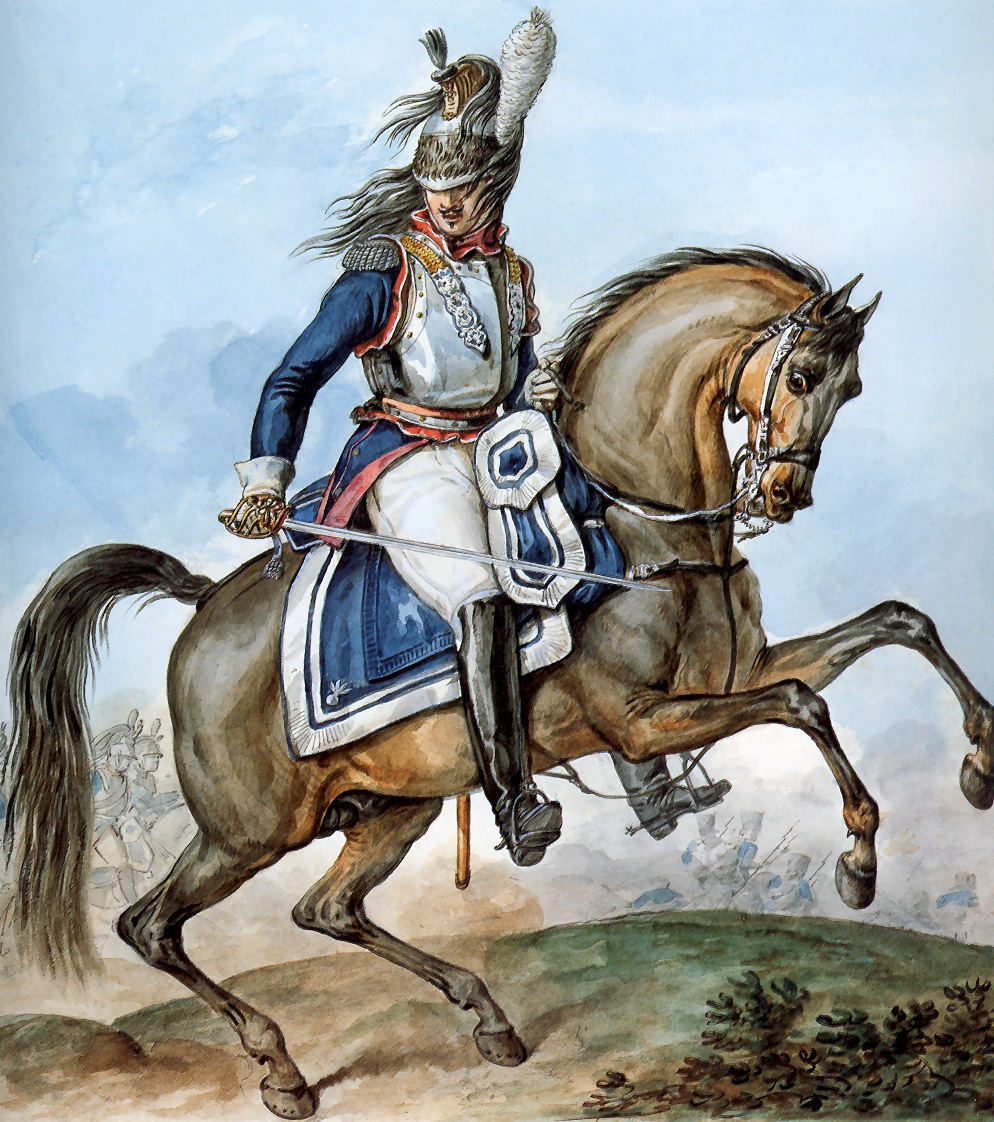
Colonel du 10e dans la Grande Armée

- 1792 : affecté à l’armée du Centre

Bataille de Valmy
- 1er décembre 1792 : Armée de la Moselle, expédition de Trèves
- 1793-1794 : affecté à l’armée de la Moselle
- 1794-1797 : affecté à l’armée de Sambre et Meuse

Bataille de Fleurus
- 1799-1800 : affecté à l’armée du Rhin

Combat de Giessen le 15 septembre 1796 et de Offenbourg le 15 juin 1799
Bataille de Neuwied
Bataille de Hohenlinden
- 1805-1807 : affecté à l’Grande Armée, dans le corps de réserve de cavalerie Murat, 2e division de grosse cavalerie d'Hautpoul, brigade Saint-Sulpice :
- 1805 :
  - 2 décembre : bataille d'Austerlitz
  - 1806 :
  - bataille d'Iéna
- 1807 :
  - Bataille d'Hoff,
  - 8 février : Bataille d'Eylau
- 1808 :
  - une compagnie[précision nécessaire] est envoyée en Espagne : Bailén
- 1809 :
  - Corps de réserve de cavalerie Bessières, 2e division de grosse cavalerie Saint-Sulpice, brigade Guiton :
  - Eckmühl,
  - Essling,
  - Wagram,
  - Znaïm.
- 1812 : Campagne de Russie
  - réserve de cavalerie Murat, 2e corps de cavalerie Montbrun, 2e division de cuirassiers Wathier, brigade Richter
  - Bataille de La Moskowa,
  - Borissov,
  - Winkowo.
- 1813 : campagne d'Allemagne
  - 16-19 octobre : Bataille de Leipzig 2e corps de cavalerie Sébastiani, 2e division de grosse cavalerie Saint-Germain, brigade Thiry : Leipzig, Hanau, Hambourg (1 détachement).
- 1814 : campagne de France
  - 14 février 1814 : bataille de Vauchamps
  - réduit à 1 escadron : Bataille de Paris (1814).
- 1815 : Campagne de Belgique (1815)
  - 4e corps de cavalerie Milhaud, 14e division de cavalerie Delort, brigade Farine :
  - Ligny,
  - Waterloo.

### De 1815 à 1848
- 1832 : Belgique

### Second Empire
Au 1er août 1870, le 10e régiment de cuirassiers fait partie de l'Armée du Rhin.
Avec le 7e régiment de cuirassiers du Cel NITOT, le 10e forme la 2e Brigade aux ordres du général DE GRAMONT, duc DE LESPARRE. Cette 2e brigade avec la 1re brigade du général prince MURAT, constituent la 3e division de cavalerie commandée par le général de division DE FORTON. Cette division de cavalerie évolue au sein de la Réserve de Cavalerie.
- 11 août : en place à Montigny-lès-Metz
- 16 août : bataille de Mars-la-Tour
- Siège de Metz (1870)

### De 1871 à 1914
- 1907 : en garnison à Lyon, il est envoyé en maintien de l’ordre durant la révolte des vignerons du Languedoc en 1907. Le 19 juin, à Narbonne, il charge les manifestants qui assiègent la sous-préfecture. Dans la fusillade, un cafetier non-manifestant est tué, et quinze personnes grièvement blessées[2].

### Première Guerre mondiale
Le 10e régiment de cuirassiers est formé à Lyon.
En août 1914, il fait partie, avec le 7e Cuirassiers de la 5e Brigade, 6e division de cavalerie.

#### 1914
- Août - Septembre : Lorraine - Artois - Alsace
- Octobre - Novembre : Flandre (Hazebrouk, Paschendaele, Ypres, Saint-Éloi)

#### 1915
- Février à août : Alsace - Artois - Lorraine
- Septembre à octobre : Champagne
- 11 novembre à.....

#### 1916
- ....16 août : Lorraine
- 17 août à....

#### 1917
- ...6 août : garnison à Maisons-Laffitte, à la disposition du gouverneur militaire de Paris
- Automne à.....

#### 1918
- ...février : combats dans la région Blérancourt
- Mars à avril : combats dans la Somme au mont Kemmel
- 28 mai à 5 juin : Fismes et dans la Marne
- Juin à octobre : Champagne
- Novembre : Lorraine
- 19 novembre : arrivée à Metz

#### 1919
Le régiment est dissous dans le cadre des mesures de réorganisation de l'Armée.

### Entre-deux-guerres
Le régiment n'existe plus.

### Seconde Guerre mondiale

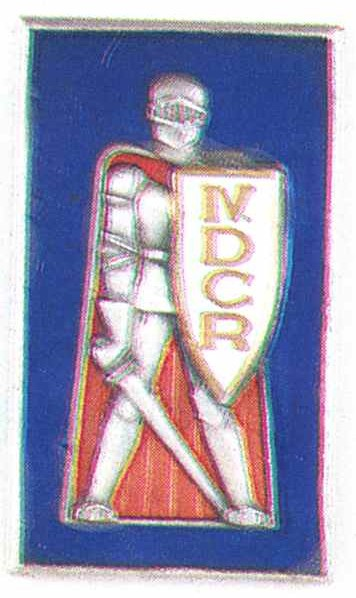
insigne de la 4e DCR

#### 1940
Le régiment est reconstitué début 1940 afin de former la 4e Division Légère Mécanique, au sein de la 8e BLM, en étant équipé de 48 AMD Panhard, comme régiment de découverte de la brigade, qui devait être prête le 1er juillet 1940. 
L’avancée foudroyante de la Wehrmacht pendant la campagne de France poussa le Quartier Général à équiper en urgence, mi-mai 1940, les éléments de la 4e division cuirassée (4e DCR) du colonel de Gaulle avec le matériel prévu pour la formation de la 4e division légère mécanique.
Le 10e RC en 1940 appartenait au type Régiment de découverte (DLM) :
- état major régimentaire (7 officiers, 77 h, 15 motos, 2 sidecars, 8 voitures de liaison, 1 automitrailleuse radio, 7 camionnettes) :
  - 1 section d'éclaireurs
  - 1 section de transmissions
  - 1 section de commandement
  - 1 section sanitaire
- 1 escadron hors-rang (4 AMD de remplacement, 200 h, 4 tracteurs de dépannage, 2 camions ateliers, 2 ambulances, 2 camions citernes) :
- 2 groupes d'escadrons avec
  - état-major (1 auto-mitrailleuse de découverte (AMD) TSF, 8 motos, 1 sidecar, 5 voitures, 25 hommes)
  - 1er escadron équipés d’AMD (21 AMD Panhard 178, 153 hommes, 21 motos, 3 sidecars, 16 fusil mitrailleurs, 1 mortier de 60, 6 voitures de liaison, 4 camionnettes, 3 camions)
    - peloton de commandement (1 AMD, 9 motos, 3 side cars, 6 voitures de liaison, 4 camionnettes, 3 camions, 1 mortier de 60)
    - 4 pelotons d'AMD (5 AMD Panhard 178, 3 motos)

  - 2 escadron : motocycliste (147h, 55 sidecars, 11 motos, 16 fusil mitrailleurs, 1 mortier de 60, 2 voitures, 4 camionnettes, 2 camions)
    - état-major (43 h, 3 sidecars, 11 motos, 2 voitures de liaison, 1 mortier de 60, 4 camionnettes, 2 camions)
    - 4 pelotons de fusiliers motocyclistes
      - groupe de commandement (7h, 3 sidecars, 1 moto)
      - 2 groupes de combat (10 h, 5 sidecars, 2 fusil mitrailleurs)

- Récapitulatif RD :

67 officiers, 129 sous-officiers, 753 hommes, 44(+4) AMD Panhard P178, 223 sidecars et motos solos, 2 mortiers de 60 mm, 32 fusil mitrailleurs, une centaine de véhicules de tout type, dont 34 voitures de liaison, 38 camionnettes et 33 camions.
Du 16 mai au 25 juin 1940, le 10e cuirassiers, régiment de découverte, rejoint dans la nuit du 17 au 18 mai la 4e DCR. Du 16 mai au 6 juin, la division est commandée par le général de brigade à titre provisoire Charles de Gaulle. La 4e DCR passe à l'offensive dans la région de Laon, les 17 et 19 mai, elle attaque en direction de Montcornet et des ponts de la Serre pour arrêter l'avance allemande en direction de la Manche. Dans la Somme, elle attaque les 28, 29 et 30 mai pour tenter de réduire la tête de pont d'Abbeville. À partir du mois de juin, durant la bataille et retraite de France, elle lutte défensivement. D'une part, usée par les combats du mois de mai, elle n'a plus de force offensive suffisante. D'autre part, la pression ennemie oblige la division à de perpétuels engagements au profit des grandes unités, afin de les dégager, tenir le terrain et permettre leur décrochage.
Elle est en butte à des attaques sur son flanc gauche à Charroux, Champagne-Mouton, Saint-Claude et Chasseneuil où le 10e RC, avec ses dernières AM tient tête à de nombreux éléments ennemis. Mais la division a permis l'embarquement des troupes de l’armée de Paris et de la VIIe armée qui vont s'installer derrière la Vézère. Dans la nuit du 24 au 25, quand intervient l’armistice, la 4e DCR fait front vers le Nord en direction de Confolens, vers l'Ouest, en direction d'Angoulême. Elle se bat encore 20 minutes avant la fin. Du 5 au 25 juin la 4e DCR a parcouru 700 kilomètres et livré d'innombrables combats.

## Étendard
Il porte, cousues en lettres d'or dans ses plis, les inscriptions suivantes :
- Valmy 1792
- Fleurus 1794
- Austerlitz 1805
- Eckmühl 1809
- La Moskova 1812
- Ypres 1914
- Flandres 1914-Flandres 1918
- Laonnais 1940

## Décorations
Sa cravate est décorée de la Croix de guerre 1914-1918  avec deux palmes.
Il a le droit au port de la fourragère aux couleurs du ruban de la croix de guerre 1914-1918.

## Devise et uniformes
Lorsqu’ils furent transformés en cuirassiers, les régiments de cavalerie durent adapter leur habillement à la cuirasse. L’habit long et les revers ne convenaient plus, les régiments reçurent un habit court, sans revers et boutonnant jusqu’à la ceinture, et la transformation fut effective dès 1805.
Ce premier habit avait les pattes d’épaule bleues passepoilées de la couleur distinctive.
Bientôt, les régiments de cuirassiers, qualifiés de corps d’élite, prirent le plumet et l’épaulette rouge, et garnirent leurs retroussis de grenades bleues.
Les régiments de cuirassiers avaient conservé la couleur distinctive des régiments de cavalerie : écarlate pour les six premiers régiments, jonquille pour les no 7 à 12.
Les habits des régiments se distinguaient entre eux de la manière suivante, étant entendu que la couleur distinctive était l’écarlate pour les régiments de 1 à 6, et le jonquille pour les régiments de 7 à 12. Les 4e et 10e, collet, parements, pattes de parements de couleur distinctive, poches en long. À partir de 1806, les cuirassiers reçurent de nouveaux habits à revers. Les cuirasses étaient d’un modèle unique. Les casques, acquis par les régiments, différaient selon le fournisseur. Inspiré du casque des dragons, il avait la bombe en fer et un turban en peau d’ours, rappelant la peau d’ours des bonnets de grenadiers. L’équipement se composait d’une giberne avec sa banderole, d’un ceinturon fermé par une plaque, et d’une dragonne de buffle. L’armement se composait d’un sabre du modèle de l’an IX ou de l’an XI, à fourreau de fer, et de pistolets.
La selle était recouverte d’une demi-chabraque de peau de mouton blanche, bordée de festons de drap de couleur distinctive, et d’une housse de drap bleu orné dans les angles d’une grenade blanche. Le portemanteau portait le numéro du régiment.

## Sources et bibliographie
- Général de brigade Philippe Peress 31, rue Hoche 49400 Saumur.
- Édition heimdal no 8058 De Gaule chef de guerre.
- Historique du 10e régiment de cuirassiers, 1914-1918, Lyon, impr. E. Hettiger, 1919, 47 p., lire en ligne sur Gallica.
- Le 10e régiment de Cuirassiers- Historique (1850-1914)